# Benjamin Syrsa
Benjamin Syrsa (engelska: Jiminy Cricket) är en disneyfigur skapad av animatören Ward Kimball år 1940 för filmen Pinocchio. Han är en kringvandrande syrsa som i filmens inledning får i uppdrag att vara samvete åt Pinocchio. Sången Ser du stjärnan i det blå? från filmen har blivit något av hans signaturmelodi. Senare har Benjamin kommit att uppträda i ett flertal disneyproduktioner, oftast manande till eftertanke - ett "samvete" för tittaren.

## IPinocchio

### Disneyfilmen
Pinocchio inleds med att Benjamin, iklädd luffarkläder, smyger in i leksaksmakaren Geppettos hus för att få skydd för natten. Då uppenbarar sig plötsligt Blå Fen och väcker liv i trädockan Pinocchio för att ge den vänlige Geppetto en son. Men då Pinocchio bara är en docka – om än en levande sådan – har han inget samvete. För att råda bot på detta ger fen Benjamin i uppdrag att vara Pinocchios samvete till dess att han blivit en riktig pojke, och i samband med detta svingar hon också sitt trollspö och Benjamins kläder byts ut mot frack och hög hatt, som sedan dess har blivit hans signum.
Det amerikanska namnet på syrsan – Jiminy Cricket – är en gammal eufemism för Jesus Kristus ("Jesus Christ").

### Bokens förlaga
Även i Carlo Collodis bok, som Disneys film bygger på, existerar en syrsa. Den är dock namnlös och dödas redan i första kapitlet, varefter den återkommer en handfull gånger som spöke.

## Senare filmuppträdanden

### Pank och fågelfri
1947 hade långfilmen Pank och fågelfri världspremiär. Filmen består huvudsakligen av två novellfilmer - Bongo och Musse och Bönstjälken - men i ramberättelsen som knyter ihop de båda huvudinslagen, gjorde Benjamin comeback. Han presenteras åter igen som en omkringvandrande luffare, men är nu betydligt mer bekymmersfri, och sjunger bland annat filmens titelmelodi om hur underbart det är att vara "pank och fågelfri", utan några bekymmer.

### 1950-talets TV-produktioner
När Walt Disney under 1950-talet beslutade sig för att ge sig in på TV-marknaden med TV-serier som Disneyland, Mickey Mouse Club och diverse specialprogram blev Benjamin en av de figurer som återupplivades för att fungera som konferencier. Innehållet i dessa program bestod dock huvudsakligen av äldre animerat material och nyinspelat spelfilmsmaterial.
Det i Sverige mest spridda av dessa program är utan konkurrens From All of Us to All of You - på svenska kallat Kalle Anka och hans vänner önskar God Jul - som visas på SVT1 varje julafton klockan tre (dubbad av Bengt Feldreich). I detta program leder han också tittarna genom Ser du stjärnan i det blå?, som därmed har nått status som julsång.
Oftast förekommer dock Benjamin i de omkring åtta minuter långa episoderna av TV-serien Mickey Mouse Club som bar namnet I'm no fool... och You and Your.... I den förstnämnda lär han barn att ta vara på sig själva - teman som behandlades inkluderar bland annat eld, elektricitet, cykling och hur man bör agera vid ett olycksfall - och i den senare visar och berättar han hur människokroppen fungerar. Dessa episoder kom under 1960- och 1970-talen att distribueras på 16 mm film till amerikanska skolor.

### Musse Piggs julsaga
När Walt Disney Productions släppte sin version av Charles Dickens En julsaga 1983, kom en mängd av Disneys klassiska figurer att spela större eller mindre roller. Benjamin Syrsa kom att ses i rollen som "de förgångna jularnas ande", och tar med sig Ebeneezer Scrooge - spelad av Joakim von Anka - tillbaka i tiden till hans ungdom.

### Hos Musse
Precis som merparten av Disneys figurer medverkade även Benjamin Syrsa i TV-serien Hos Musse, ursprungligen visad 2001-2004.

## Andra medier
Benjamin har även dykt upp i TV-spelen Kingdom Hearts och Kingdom Hearts II, och i flera sammanhang i Disneyland och Disneys andra temaparker. Han förekommer också i Disneys tecknade seriealbum.

## Engelsk originalröst
- Cliff Edwards (1940-1971)
- Eddie Carroll (1973-2010)
- Phil Snyder (2010-2014)
- Joe Ochman (2014-)

## Svensk originalröst
- Torsten Winge (1941 - Originaldubb av Pinocchio, 1950 - Dubbning av Pank och fågelfri)
- Bengt Feldreich (1960 - Dubbning av Kalle Anka och hans vänner önskar God Jul)
- Bert-Åke Varg (1983 - Originaldubb av Musse Piggs julsaga)
- Jan Modin (1995 - Omdubb av Pinocchio, 2003 - Omdubb av Musse Piggs julsaga mm.)

## Källhänvisningar
1. ↑  Härtelius, Arne (30 november 2005). ”Sagorealism: Pinocchio förr och nu”. NE.se. Arkiverad från originalet den 22 juni 2014. https://archive.is/20140622203709/http://www.ne.se/rep/sagorealism-pinocchio-f%C3%B6rr-och-nu. Läst 22 juni 2014.